# Kamienica przy ulicy Wielopole 6 w Krakowie
Kamienica przy ulicy Wielopole 6 – zabytkowa kamienica znajdująca się w Krakowie, w dzielnicy I, na Wesołej.
Kamienica została wzniesiona około 1890 roku. W 1899 roku została wybudowana oficyna budynku.
Kamienica została wpisana do gminnej ewidencji zabytków. Znajduje się na obszarze Wesołej, której układ urbanistyczny został wpisany 16 lutego 1984 do rejestru zabytków.